# بوتويشتي
بوتويشتي هي كميونة في مقاطعة ميهيدنتي، رومانيا. وتتألف من ثماني قرى: أرقينيشتي، بوتويشتي، بويتشيشتي، جورا موترولوي، جوقاسترو، بلوتا، رادوتسيشتي، تسنتسارو.